# Sabinianus
Sabinianus là người lãnh đạo một cuộc nổi dậy chống lại Hoàng đế Gordianus III ở châu Phi. Ban đầu ông tự xưng hoàng đế rồi xách động quần chúng phản lại triều đình, nhưng sau khi bị thống đốc xứ Mauretania đánh bại vào năm 240, những người ủng hộ Sabinianus ở Carthage đã quyết định bắt ông giao nộp cho chính quyền đế quốc khiến cuộc nổi loạn sớm chấm dứt.